# Молукски острови
Молукските острови (на индонезийски: Kepulauan Maluku), известни в Средновековието още като Острови на подправките, са архипелаг в състава на Индонезия, част от Малайския архипелаг, в Тихия океан.

## География
Островите са част от Индо-Австралийската плоча и се намират на север от остров Тимор, на юг от остров Минданао, на изток от остров Сулавеси и на северозапад от остров Нова Гвинея. Островите могат да се отнесат и към групата на Меланезия. Имат вулканичен произход, като на някои от тях все още има активни вулкани.
Архипелагът включва общо 1027 острова, от които 7 са големи: Халмахера, Серам, Буру, Моротай, Оби, Мисоол и Бачан, които са слабо населени, докато малките Амбон и Тернате са най-развити.
Повечето от островите са предимно планински. Най-високата точка в архипелага е връх Бинайя на остров Серам 3027 m над морското равнище. На архипелага има множество вулкани, в т.ч. около 10 действащи. Някои от по-малките острови са всъщност вулкани, издигащи се над морската повърхност. През последните 500 години са записани над 70 сериозни изригвания, а земетресенията са чести.
Молукските острови са едни от геологически най-сложните и активни региони в света, тъй като се намират в точката на съприкосновение на четири тектонски плочи и два континентални блока. Поради тази причина, въпреки че се изследват още от колониални времена, тяхното образуване и еволюция все още не са напълно разбрани.
Климатът им е екваториален на север и субекваториален на юг. Централните и южните острови имат сух сезон от октомври до март и влажен сезон от май до август, което е точно обратното в сравнение с останалата част от Индонезия. През сухия сезон максималните температури са около 30 °C, докато през влажния сезон максимумът е 23 °C. На северните острови влажният сезон е от декември до март, както е и в останалата част от страната. Годишната сума на валежите варира от 800 до 2000 mm по долните части на планинските склонове, а нагоре надминава 4000 mm. Над 80% от територията на Молукските острови е заета от екваториални гори, съставени от палми, фикуси, диптерокарпови, бамбук. Над 1200 m преобладават листопадните и иглолистните формации. Естествената растителност в ниските части е представена храсти, дървовиднипапрати и тревата аланг-аланг. За фауната на островите е характерно съчетанието на източноазиатски и австралийски видове (пълзящи двуутробни, прилепи, казуари, райски птици, крокодили, змии, дървесни жаби).

## История
Местното население от древността насам се е занимавало с мореплаване, риболов и търговия. Археологическите разкопки доказват, че на острова са живеели хора преди 32 хиляди години, но се счита, че те са били населявани и в по-ранни периоди. В древността островите са били владени от китайски и арабски търговци. През 1513 г. португалците достигат до остров Амбон, основат колония и започват християнизиране на местното население. Португалците срещат сериозна съпротива от частично ислямизираното местно население. През 1599 година нидерландците започват опити за овладяване на островите, като от 1605 година вече те ги администрират със свой губернатор. Нидерландската източноиндийска компания поема контрола над тях. През Втората световна война островите са окупирани от Япония. След независимостта на Индонезия островите остават към нея.

## Население
Населението на архипелага е над 2 милиона души, което е по-малко от 1% от населението на Индонезия. В миналото на островите се говорят над 130 езика, но в днешно време много от жителите говорят креолските езици на Тернате и Амбон, които са се превърнали в лингва франка съответно в северната и южната част на Молукските острови.
Дългата история на търговия и мореплаване в региона е довела до висока степен на смесени потекла в архипелага. Австронезийски народи се сместват с местното меланезийско население към 2000 г. пр н.е. Меланезийските чести са най-силно изразени на острови Кай и Ару и във вътрешността на Серам и Буру. По-късно към местните народи се прибавят и индийски и арабски корени. Последните попълнения на острова са буги и яванци.

## Икономика
Отглеждат се карамфил, индийско орехче, какао, кафе и плодове. Риболовът също е голям отрасъл, най-вече около Халмахера и Бачан. На островите Ару се произвеждат перли, а Серам изнася омари. Дърводобивната промишленост е добре развита на големите острови.

## Екология
В биогеографско отношение, всички острови освен Ару, са разположени в Уоласеа – региона между Зондския шелф и Арафурския шелф. Фауната им е повече австралазийска, отколкото азиатска. Биоразнообразието на Молукските острови и разпределението му се влияе от различните тектонски дейности. Повечето от островите са геологически млади, на възраст между 1 и 15 млн. години, и никога не са били съединени с по-голяма суша. Молукските острови се различават от останалите райони на Индонезия по това, че те са едни от най-малките острови в страната, а между тях са разположени коралови рифове. Миграцията на растения и животни между островите е ограничена, което е довело до висока степен на ендемичност.
Екологията на островите впечатлява естествоизпитателите в продължение на векове. Алфред Ръсел Уолъс първи провежда детайлно проучване върху природната история на областта. В миналото, по-голямата част от северните и централните острови е покрита от дъждовни гори, но те постепенно се изместват от плантации. Танимбар и останалите югоизточни острови са по-сухи и с по-рядка растителност. През 1997 г. е създаден националния парк Манусела с цел да се предпазят застрашените видове.
Нощни торбести бозайници, като например кускус, съставляват по-голямата част от видовете бозайници, а сред интродуцираните бозайници се откроява Малайската цивета. Птичите видове включват около 100 ендемита, като най-голямо разнообразие има на големите острови Халмахера и Серам. В провинция Северно Молуку се срещат два ендемични вида райски птици Островите Ару имат изцяло папуаска фауна, включваща кенгурута и казуари.
В днешно време островите попадат под натиск за усвояване, което предполага и екологични проблеми.